# Johan Storm
Johan Frederik Breda Storm (født 24. november 1836 i Lom, død 26. oktober 1920 i Kristiania) var en norsk sprogforsker. Han var bror til Gustav Storm og Oscar Wilhelm Eugen Storm samt fætter til Vilhelm og Martin Luther Storm.
I 1869 blev han ansat som universitetsstipendiat i levende sprog og udnævntes 1873 til professor i engelsk
og romansk filologi ved Kristiania Universitet. Han besøgte i videnskabeligt øjemed flere gange udlandet med offentlige stipendier, således 1869—70 England, Frankrig, Italien og Spanien. Sine iagttagelser over disse landes sprog og kultur har han nedlagt i det lille skrift De romanske Sprog og Folk (1871). Storm har udfoldet en rig produktion, der særlig på fonetikkens område er af fremragende videnskabeligt værd. Hans afhandling Om Tonelaget i de skandinaviske Sprog (1875) hører blandt de tidligste behandlinger af sprogets musikalske side. I tidsskriftet Norvegia påbegyndte Storm en fonetisk fremstilling af de norske dialekter (1884); færdigtrykt foreligger denne klare og almenfattelige oversigt i hæfte 3 (1902) og 5 (1908). Et stort arbejde er nedlagt i Phonetik und Aussprache (1892), en ny og meget udvidet udgave af første afsnit af hans om det levende sprog handlende Engelsk Filologi (også i tysk oversættelse). Rig som denne fonetik er på skarpe enkeltiagttagelser af lydene, mangler den dog i ikke ringe grad systematisk ordning af stoffet. Også i de ikke-fonetiske dele af "Engelsk Filologi" træffer man den samme sikre detailiagttagelse, parret med en fremtrædende sans for stilarter og idiomatisk udtryksmåde, medens fremstillingen for øvrigt lider under en vis mangel på sammenhæng og generalisation. Sit grundige kendskab til det franske talesprog har Storm fortræffelig vidst at udnytte i sine Franske Taleøvelser (mellemtrin 1887, højere trin 1897), et arbejde, som er oversat til adskillige sprog. Nutidssprogets grammatik er behandlet i Større fransk Syntax (1911—18). I striden om det norske landsmål er Storm ubetinget den, som ihærdigst og samtidig med størst sagkundskab har kæmpet for rigsmålets ret. I Det norske Maalstræv (1878) var det særlig modsætningen mellem landsmålet og de østnorske dialekter, som førtes i marken mod det førstes praktiske anvendelighed. I Det nynorske Landsmaal (1888) fremhæves det kunstige og stive oldtidspræg i den Aasenske enhedsform, og hvorledes alle bestræbelser for at modernisere og levendegøre denne målform resulterer i usikkerhed. Endelig indeholder Landsmaalet som Kultursprog (1903) en påvisning af, hvorledes landsmålets ordforråd er utilstrækkeligt til gengivelse af alle et moderne kultursprogs begreber, medmindre rigsmålet tages til hjælp, eller man tyer til masselavning af nye ord. Også mod den Knudsenske sprogrensning har Storm taget kraftig til orde, særlig i Norsk Sprog, Kraakemaal og Landsmaal (1896). Sin egen opfattelse af klassisk norsk stil har Storm fremstillet blandt andet i Ibsen og det norske Sprog (i festskriftet Henrik Ibsen, 1898). I de senere år var det særlig retskrivningsstriden, som optog Storm. I en mængde avisartikler kæmpede han for det beståendes ret, idet han dog samtidig ville have indført en temmelig udstrakt valgfrihed (navnlig i brugen af de hjemlige hårde konsonanter) efter stilens art. Endelig fortjener det at omtales, at Storm — der en årrække var medlem af eksamensdeputationen for de højere skoler — har øvet en ganske indgribende indflydelse på den praktiske undervisning i de levende sprog såvel ved de højere skoler som ved universitetet.